# Ibéris des rochers
Iberis saxatilis
Espèce
Classification phylogénétique
L'Ibéris des rochers (Iberis saxatilis) est une espèce de plantes à fleurs de la famille des Brassicaceae.
Elle fait partie des espèces végétales menacées de France métropolitaine.

## Description
Plante de 5 à 10 cm proche de H. sempervirens mais plus petite et plus compacte, ses fleurs peuvent être teintées de pourpre. 

## Habitat et répartition
Elle pousse sur les rochers et fissures. On la trouve au sud des Alpes, au sud du Massif central et à l'ouest des Pyrénées.

## Statut de protection
En France, l'espèce figure sur la liste des plantes protégées en France-Comté et sur celle en Midi-Pyrénées.
En Suisse, elle figure sur le liste rouge des plantes.

## Sous-espèces
L'index IPNI compte deux sous-espèces :
- Iberis saxatilis subsp. longistyla Ančev, 2006
- Iberis saxatilis subsp. valentina Mateo & Figuerola, 1987

## Synonyme
- H. petraea (Jordan).